# فهد سليم كفاين
فهد سليم كفاين   (و. 1978  م) هو سياسي يمني، ولد في سقطرى، عين وزيراً للثروة السمكية في  7 نوفمبر 2014.
| المناصب السياسية | المناصب السياسية                    | المناصب السياسية |
| ---------------- | ----------------------------------- | ---------------- |
| سبقه             | وزير الثروة السمكية 7 نوفمبر 2014 - | تبعه             |